# آندریا سیوفی
آندریا سیوفی (انگلیسی: Andrea Ciofi؛ زادهٔ ۲۸ ژوئن ۱۹۹۹) بازیکن فوتبال است.